# Lani Hall
Leilani Hall, detta Lani (Chicago, 1º novembre 1945), è una cantautrice e produttrice discografica statunitense.
Dal 1966 al 1971 fu una delle due vocalist nel gruppo musicale Sérgio Mendes & Brasil '66. Nel 1972 pubblicò il suo primo album come solista, Sundown Lady, a cui seguirono presto molti altri.  Ma è soprattutto conosciuta per aver fornito il più caratteristico volto e timbro vocale femminile al gruppo di Sergio durante la sua permanenza e per la sua interpretazione del tema del film su James Bond del 1983 Mai dire mai, accompagnato da un videoclip nel quale è la protagonista. Nel 1986 ricevette il suo primo Grammy Award per Es Fácil Amar come "Miglior interpretazione nel pop latino". Da quel momento in poi rimase lontana dalle scene, tornando alla ribalta solo nel 1998 con il suo album da solista Brasil Nativo. Si distingue per aver inciso oltre 22 album in 3 lingue diverse. Ricevette il suo secondo Grammy Award nel 2013 come produttrice dell'album Steppin' out.

## Biografia

### Carriera musicale
La sua prima comparsa pubblica avvenne al Centaur, una caffetteria di Old Town, Chicago, nel 1965. A "scoprirla" fu il pianista e leader di una band brasiliana, Sérgio Mendes, che si trovava in quel momento in tournée a Chicago. Mendes aveva già assistito a una esibizione della Hall durante un evento di beneficenza al Mother Blue's, un altro locale di Old Town. Il suo gruppo, Brasil '65, era alla deriva, cosicché invitò la Hall a raggiungerli a Los Angeles per farne una delle vocalist del suo nuovo progetto, il Sérgio Mendes & Brasil '66. Lani Hall accettò e sei mesi dopo il complesso firmò un contratto con la A&M Records.
A differenza del gruppo precedente, Brasil '66 ebbe un successo istantaneo, ottenendo un significante impatto nelle classifiche con il suo primo singolo, una versione della canzone brasiliana Mas Que Nada. Molto dell'attrattività del brano era dovuto alla particolare e multiforme voce delle due vocalist, Lani Hall e Bibi Vogel, e all'esperienza di Herb Alpert come produttore. Seguì tutta una serie di brani popolari, incluse le loro interpretazioni dei Beatles The Fool on the Hill e Day Tripper.
Nel 1966 la band fece da gruppo di supporto a un altro complesso con la stessa etichetta discografica, gli Herb Alpert and the Tijuana Brass. Il leader, Herb Alpert, era anche il fondatore della A&M.
Nel 1971, a metà della produzione del concept album folk-rock Stillness, la Hall lasciò i Brasil '66 venendo rimpiazzata dalla moglie di Mendes, Gracinha Leporace. Iniziò una carriera da solista affidandosi a Herb Alpert per la produzione. Pubblicò Sun Down Lady nel 1972, seguito da Hello It's Me nel 1975.
Negli anni Settanta e Ottanta i suoi dischi uscirono con cadenza regolare.
Nel 1983 realizzò il tema per il film di James Bond Mai dire mai, con la produzione di Mendes e Alpert. Mai dire mai fu il secondo di due soli film di James Bond a non essere stati prodotti dalla Eon Productions; per coincidenza, Alpert aveva interpretato il tema strumentale del primo, Casino Royale, del 1967.
Dal 1982 la Hall incise diversi album di pop latino di successo in spagnolo, che culminarono in Es Fácil Amar del 1985, prodotto da Albert Hammond, per il quale ricevette il Grammy Award per la "Migliore interpretazione di pop latino". Tra i suoi successi in spagnolo si annoverano Un Amor Así e De Repente El Amor, duetti con José Feliciano e Roberto Carlos, rispettivamente; Para Vivir Así, con Herb Alpert alla tromba; e un altro duetto, Te Quiero Así, con José José, il quale aveva altrettanto cominciato la sua carriera con una band bossa nova/jazz. All'uscita di Corazón Encadenado, nel 1984, vinse un Grammy con Camilo Sesto, nonostante lei non parli spagnolo.
A metà degli anni Ottanta la Hall contrasse un tipo debilitante di virus di Epstein–Barr e fu obbligata a prendersi una lunga pausa dalle esibizioni. Tornò in scena nel 1998 con l'album Brasil Nativo su etichetta Windham Hill.
Nel 2008 si unì ancora a Mendes per il brano Dreamer sul disco di lui Encanto, con Herb Alpert ancora alla tromba.
Nel 2007 la Hall e Alpert assemblarono un nuovo complesso composto dal pianista/compositore Bill Cantos, dal bassista Hussain Jiffry e dal percussionista Michael Shapiro, sviluppando nuovi arrangiamenti per musica jazz e canzoni brasiliane. Continuando a realizzare tournée, la band ha inciso nel 2009 l'album Anything Goes, nel 2011 I Feel You e nel 2013 Steppin' out, che ha valso loro un Grammy Award, per Alpert come artista e per la Hall come produttore.

### Attività secondarie
Già da giovane si cimentò nella poesia. Nel 1982 iniziò la stesura di alcuni racconti mentre si trovava in tour a Città del Messico. Nel 2012 pubblicò il suo libro Emotional Memoirs & Short Stories: scritto nel corso di oltre trent'anni, il libro contiene sia storie di fiction che non, protagoniste donne alle prese con le vicissitudini della vita.

## Vita personale
A dicembre 1973 la Hall sposò Herb Alpert. Insieme ebbero una figlia, l'attrice Aria Alpert, e andarono a vivere in un complesso di 5,5 acri di terreno lungo la spiaggia di Malibù, California, che Herb Alpert acquistò nei primi anni Settanta. Hall è anche la matrigna di Dore e Eden, figlie che Herb Alpert ebbe dal matrimonio con Sharon Mae Lubin.

## Curiosità
- Il 25 giugno 2019 il periodico The New York Times Magazine indicò Lani Hall tra le centinaia di artisti il cui materiale era presumibilmente andato distrutto nell'incendio del 2008 alla Universal Records.[5]

## Discografia

### Album con Sérgio Mendes and Brasil '66
- 1966 – Herb Alpert Presents Sergio Mendes & Brasil '66
- 1967 – Equinox
- 1968 – Look Around
- 1968 – Fool on the Hill
- 1969 – Crystal Illusions
- 1969 – Ye-6Me-Lê
- 1970 – Live at Expo '70
- 1971 – Stillness

### Albums con Herb Alpert
- 1978 – Herb Alpert/Hugh Masekela
- 2009 – Anything Goes
- 2011 – I Feel You
- 2013 – Steppin' out

### Album da solista
- 1972 – Sun Down Lady
- 1975 – Hello It's Me
- 1976 – Sweet Bird
- 1979 – Double or Nothing
- 1980 – Blush
- 1981 – A Brazileira (in portoghese)
- 1982 – Albany Park
- 1982 – Lani (in spagnolo)
- 1984 – Lani Hall (in spagnolo)
- 1984 – Collectibles
- 1985 – Es Fácil Amar (in spagnolo)
- 1987 – Classics Volume 19
- 1987 – Lo Mejor De Lani (in spagnolo)
- 1998 – Brasil Nativo

### Singoli da solista
- 1976 – Send in the Clowns
- 1980 – Come What May
- 1981 – Where's Your Angel?
- 1982 – Te Quiero Así (duetto con José José)
- 1983 – Never Say Never Again
- 1983 – I Don't Want You to Go
- 1984 – Para Vivir Así
- 1985 – De Repente El Amor (duetto con Roberto Carlos)
- 1985 – Un Amor Así (duetto con José Feliciano)

## Opere
- Emotional Memoirs & Short Stories, 2012, ISBN 978-1479206285.